# 東京ディープスロート夫人
『 東京ディープスロート夫人 』（とうきょうディープスロートふじん）は、1975年12月6日公開の日本映画。東映東京撮影所製作・東映配給の東映ポルノ。R18+。
『エマニエル夫人』の便乗映画、日活ロマンポルノの『東京エマニエル夫人』に対抗して東映が製作した和製『ディープスロート』。

トップモデルの佐久間久美（田口久美）が、大財閥の御曹司・佐久間英夫（南城竜也）に嫁ぐが、義父の佐久間武彦（室田日出男）の魔手によってクリトリスを喉の奥深くに移植させられる。そこからヒロイン久美の華麗な男性遍歴と復讐が始まる。

## キャスト
- 佐久間久美：田口久美
- 佐久間武彦：室田日出男
- 佐久間英夫：南城竜也
- 広田健一：千葉哲也
- 三浦しのぶ：森秋子
- 真弓：茜ゆう子
- 恵子：四光マリ子
- 菊造：守山竜二
- 民江：八百原寿子
- 牧野：中田博久
- 皆川：河合絃司
- 河田：渡辺文雄
- 安田：相馬剛三
- 沢井：三重街恒二
- ジーンズの男：林家ばん平
- 鉄道公安官：佐川二郎
- 鉄道公安官：清水照夫
- トルコ風呂支配人：大泉滉
- トルコ風呂受付係：木村修
- トルコ風呂客：高月忠
- トルコ風呂客：団巌
- トルコ風呂客：山田光一
- トルコ嬢：東祐里子
- ホスト：大泉公孝
- 客：松井康子
- 客：沢田浩二
- 黒背広の男：久地明
- 黒背広の男：亀山達也
- 有閑マダム：山本緑
- 有閑マダム：伊藤慶子

## スタッフ
- 監督：向井寛
- 脚本：鴨井達比古・小平裕
- 企画：吉田達
- 撮影：花沢鎮男
- 美術：北川弘
- 音楽：津島利章
- 録音：内田陽造
- 照明：梅谷茂
- 編集：田中修
- 助監督：深町秀煕

## 製作
1975年の正月映画『エマニエル夫人』の審査に映倫維持委員長として関わった岡田茂東映社長は、同作のメガヒットに驚き、1974年2月16日に公開した『聖獣学園』の「想像できない不入り」で撤退していた東映ポルノの本格再開を表明した。再開にあたり、「日活ロマンポルノより見ごたえのあるエロ作品を作れ。向こうが五回なら、こっちは七回ベッドシーンを入れろ。ともかくエロだ、エロだ、エロだ!」などと、極秘指令を現場に出した。
『エマニエル夫人』は多くの便乗商売を生んだが、日本の映画会社も数々の便乗映画を製作。「清く正しく美しく」をモットーとする東宝まで、ジャネット八田を"和製エマニエル"に仕立て『櫛の火』を作った。
また、日本のメジャー会社でポルノを製作していた東映と日活で、『東京エマニエル夫人』という同名タイトルで映画製作がバッティングし、日活ロマンポルノが先に五月みどり主演で『東京エマニエル夫人』を製作しようとしたが、五月は若い頃世話になった東映に義理立てし、この誘いを断った。これを受け、東映は自社制作のテレビドラマ『プレイガールQ』41話（1975年7月14日放送）に五月をゲスト出演させ、五月のお色気で視聴率アップを狙って、"東京エマニエル夫人"を演じさせた。五月は映画・テレビで初めてラブシーンを演じ、テレビの1時間枠で10人の男性を相手に濡れ場を演じ、当時のテレビコードぎりぎりの線まで攻めた。同回は番組始まって以来の最高視聴率19.2％を記録した。これを見て岡田東映社長は、五月みどりを主役に『五月みどりのかまきり夫人の告白』を製作した（1975年11月1日公開）。岡田はこの年夏の映画誌のインタビューで、「わがプレイボーイの告白というように、梅宮辰夫に自身の告白やらすというように、どうやって彼が女を口説いたか、とか実録調でやらんとね。今後、銀座マダムの告白とか、歌手の私生活遍歴ものなど、アッという仕立て方で作るかも知れんな」などと述べていた。
これと並行して外国人女優の招聘に実績を持つ東映は、1975年夏の段階では『エマニエル夫人』そのものの便乗映画として同作のヒロイン・シルビア・クリステルを日本に招いて『エマニエル夫人 京都の休日』の製作を計画していた。しかし『エマニエル夫人』を配給した日本ヘラルドが「営業妨害だ」と怒って頓挫した。この失敗により田口久美の横取りに方向転換。日活が田口をギャラ70万円で起用して製作した『東京エマニエル夫人』は1975年7月1日に公開され、日活ロマンポルノ始まって以来の配収3億円の大ヒットを記録していた。日活はすぐさま続編『東京エマニエル夫人 個人教授』の製作を決定したが（1975年11月1日公開）、日活が田口を『東京エマニエル夫人』の主役に抜擢した切っ掛けは、田口は日活より先に東映の『ウルフガイ 燃えろ狼男』で映画デビューしており、その撮影時に撮られたグラビアが「エマニエル＋モンロー＝田口久美」というタイトルで男性週刊誌に掲載されたのを見たからだった。吉田達東映プロデューサーは、岡田社長から「田口ならOK」と承認をもらい、1975年10月1日に、吉田は田口と上条英男マネージャーに会って出演交渉を行い、東映での田口の主演映画の出演が内定した。それを知った日活は「田口はウチが育てた女優」とカンカンに怒ったが、東映は「田口を見出したのはウチが先」と突っぱねた。怒りの収まらない日活は、田口サイドに抗議したら、田口のマネージャー・上条が田口の代役として元ゴールデン・ハーフの高村ルナを差し出した。意外な掘り出し物に日活も了承し、一応田口は脇で出演、高村主演で『修道女ルナの告白』が製作された（1976年1月8日公開）。東映は田口の強奪に成功し、田口の主演映画が東映にスライドした。岡田社長はタイトルを『東京ディープスロート夫人』に決めた。

### キャスティング&監督
監督は未定で製作が進んでいたが、東映洋画が配給したアメリカのハードコア映画『ディープ・スロート』がこの年夏に8週間のロングランを記録する大ヒットで、これを日本版に編集した功績から、"ピンクの巨匠"向井寛を監督に抜擢した。プログラムピクチャー全盛期の当時に於いては、8週間のロングランは金字塔だった。向井は本作まで150～160本ピンク映画を撮っていたが、大手映画会社に乗り込んでの撮影は初めて。1973年の『団地妻㊙研究会』の撮影では、大辻伺郎と新樹みどりに本番をさせて、新樹が「口ほどにもなかった」などと週刊誌で喋りまくり、大辻が自殺した。ピンク映画の監督の中でもタチが悪いと言われ、業界では"本番"監督と噂されていた。ピンク映画とは段違いの製作費に向井は「大手映画会社を揺さぶるようなのを撮って見せる」「いかに勃起するかがぼくの映画の基本姿勢。スゴイのを撮って見せますよ。キャストは最高だ」などと豪語した。

### 脚本
本家『ディープ・スロート』のリンダ・ラヴレース演じた主人公が、先天的に喉にクリトリスがあるという設定に対して、本作の主人公は男によって無理矢理それを喉に移植手術させられる設定。当然日本ではオーラルプレイを見せることは出来ないため、主人公のソープランド流浪や、男への復讐といったB級映画の王道に雪崩れ込む展開。

### 撮影
1975年10月23日クランクイン、
同年11月15日クランクアップ。
ディープ・スロートをテーマにするため、フェラチオ中心の撮影となった、最初はバナナで撮影したが、バナナがすぐに潰れるため、向井監督が大人のおもちゃ屋で、直径4センチのバイブレータを買ってきて田口に咥えさせた。喉の奥に女性の第二の性感帯、陰核があるという女性の話のため、向井が「もっと奥まで咥えろ」「それをオイシソーにして飲め」と過剰演出があり、田口は「喉に性感があったら、ゴハン食べても感じるでしょ！」と反論した。
広田健一役の千葉哲也は、新宿のホストクラブで5年間売り上げ最高記録を保持する現役No.1ホスト。No.1ホストとNo.1ポルノ女優を対決させたら面白いというアイデアからキャスティングされ、東映はこれを映画の売りにし、"世紀の対決"と煽った。
1975年11月17日に東映東京撮影所第17ステージで行われた田口と千葉のクライマックスのファックシーンの撮影は、マスメディアをシャットアウトし、二人とも全裸で前貼りも付けず、粗末なベッドにシーツ一枚だけで、朝の9時から2時間半ベッドで格闘した。向井監督が「二人で好きなようにやってよ。いいとこだけいただくよ。オレもこの映画の撮影中はセックスを感じているんだ。二人のそれを見て燃えるためにね」などと話し、ピンク映画仕込みの独特な演出法で、二人に自由な実録ファックをやらせた。すぐにカメラを回さず、ムード音楽を流し、スタッフ約20人も息を殺し、妙なムードで、カメラの回る音だけが聞こえる異様な撮影。前戯・ペッティングを続けさせ、千葉は全身汗びっしょり。千葉には耳もとで囁けと指示し、千葉は「久美ちゃん…久美ちゃん…」と囁き続け、田口は「もう、そんなこと言わないで…」と悲しそうに言った。田口は口を半開きにし、足の指を痙攣させ、千葉の攻撃から腕を突っ張って逃れようとした。開始から1時間40分を過ぎて、二人がノッてきたところで静かに「カメラ、スタンバイ、ハイ、スタート」とカメラを回した。ベッドの二人はカメラが回っていることに気付かず、カメラを回したのは10分足らずの演技を越えた実録演技だった。撮影終了後、田口は『東京エマニエル夫人』では見せなかった涙を流した。千葉は向井に「本番をやれ」と指示されたが、田口は放心状態で、「ノーコメント」と1時間口をきかず、その後報道陣の質問にようやく答え、「ほんとにグッタリです。眠いわ。本番は絶対しません。でも後半はもうろうとしていて、カメラの回っていることも分かりませんでした。こんなことは初めてよ」と話した。

## 同時上映
『強盗放火殺人囚』
- 主演：松方弘樹 / 監督：山下耕作 / 脚本：高田宏治

## キャッチコピー
併映『強盗放火殺人囚』とスポーツ新聞等に掲載されたキャッチコピーは、「脱獄ヒロキ・官能久美の暴力／SEX突撃！」で、本作は「ある日突然！ノドで感じることを知ってから私の情欲は果てしなく狂い始めたポルノ女優No.1田口久美…その華美な官能の輝きが男の皍奮をかきたてる！」だった。

## 影響
田口は人気が上がると横柄になったとされ、日活でも東映でも嫌われたとされ、東映での主演映画はこの後は作られることはなかった。